# Max Klezmer Band
Max Klezmer Band – krakowska grupa muzyczna założona w 1998 roku przez Maxa Kowalskiego. W twórczości formacji występują elementy muzyki etnicznej: klezmerskiej, bałkańskiej, hinduskiej oraz jazzu.

## Dyskografia
- Nu Klezmer Project (2003, Gowi Records)
- Tsunami (2007, Fonografika)
- Hush, hush (2012, Andromeda; z Maciejem Maleńczukiem)[4]
- MKB Live (2014, Andromeda)[5]